# Henri Bataille
Pour les articles homonymes, voir Bataille (homonymie).
Ne doit pas être confondu avec Henry Bataille.
Henri Bataille, né le 25 septembre 1908 à Vaucouleurs et décédé le 23 novembre 2008 à Nancy, est un historien et archéologue français, spécialiste de Jeanne d'Arc.
Il fut le fondateur et le premier président de l'association de Sauvegarde du Patrimoine de Jeanne d'Arc à Vaucouleurs.

## Biographie
Il fait partie des membres de l'Académie de Stanislas.

## Distinctions
- Lauréat du concours Chefs-d'œuvre en péril.
- Prix Erckmann-Chatrian.
- Prix Montyon 1946 de l’Académie française pour Le départ de Jeanne d’Arc

## Décorations
- Chevalier de l'Ordre National du Mérite.

## Ouvrages
- Vaucouleurs, son histoire, son tour d'horizon, Imprimerie Bailly & Wettstein, 1935.
- Jeanne d'Arc à Vaucouleurs (avec Jean Bergeaud, radio reportage, 1936.
- Le départ de Jeanne d'Arc, ou comment la pucelle prêcha sa croisade accompagné de Histoire de Vaucouleurs et de ses environs (préface de Louis Madelin de l’Académie Française). Imprimerie E. Pigelet, Paris, 1945.
- Réhabilitation au château de Jeanne d'Arc, La grande histoire du château de Vaucouleurs. Imprimerie Lacrampe et Cie, Lourdes, 1956.
- Jeanne d'Arc à Vaucouleurs. Un grand oublié. Paris, imprimerie de l’Auxerrois. (date inconnue)
- Les Remparts qui ont sauvé Jeanne d'Arc, Imprimerie Fetzer, 1964.
- Jeanne d'Arc, Baudricourt, Vaucouleurs, Imprimerie Humblot Nancy, 1973.
- Comment Jeanne d'Arc est devenue Jeanne d'Arc, Imprimerie Humblot Saint-Dié, 1976.